# Astrid Henning-Jensen
Astrid Henning-Jensen, född  Astrid Smahl 10 december 1914 i Köpenhamn, död där 5 januari 2002, var en dansk regissör, manusförfattare och skådespelare.

## Biografi
Henning-Jensen började sin karriär som skådespelare och uppträdde i Riddersalen 1935–1938. År 1941 blev hon regiassistent på Nordisk Film, där maken var regissör. Mellan 1943 och 1950 var hos regissör på Nordisk Film och mellan 1950 och 1952 på Nordisk Film i Oslo. Därefter var hon frilansande regissör, bland annat för FN. Hon blev under sin karriär belönad med en rad priser, både danska och internationella.

## Familj
Henning-Jensen var dotter till fabrikanten och direktören Ferdinand Smahl (1887–1950) och Ruth Hanner (1879–1974). Hon var från 1938 gift med filmregissören Bjarne Henning-Jensen (1908–1995). Hon är mor till Lars Henning-Jensen.

## Filmografi (urval)
Regi
- 1947 – Vi rackarungar
- 1948 – Okänd man
- 1950 – På kryss mot äventyret
- 1951 – Kranes konditori
- 1951 – Ukjent mann
- 1954 – Pelle flyger till månen
- 1954 – Balletens børn
- 1959 – Paw – pojke mellan två världar
- 1961 – Möte i storstad
- 1966 – Utro
- 1969 – Mej och dej
- 1978 – Vinterbarn
- 1980 – Ögonblicket
- 1986 – Barndommens gade